# Réserve naturelle spéciale des grottes de Pierasecca
La réserve naturelle spéciale des grottes de Pierasecca est un espace naturel protégé créé dans les Abruzzes en 1992, dans la province de L'Aquila,.

## Description
La zone protégée qui s'étend sur environ 1 106 ha  est située dans la commune de Carsoli dans la Piana del Cavaliere (it). C'est la première zone protégée créée pour protéger les particularités de la zone karstique, dans laquelle se trouvent deux grottes, la Grotta dell'Ovito et la Grotta del Cervo. Le parc est géré par la municipalité de Carsoli, assistée par l'Université de L'Aquila et certaines associations spéléologiques, dont la Société italienne de spéléologie. Dans les communes voisines de Sante Marie et Pescorocchiano se trouvent la réserve naturelle régionale de la grotte de Luppa et les grottes du Val de'Varri (it).

### Grotta dell'Ovito
Également appelé Inghiottitoio di Pietrasecca, la Grotta dell'Ovito est situé à 806 m d'altitude. Ses couloirs atteignent une longueur totale de 1 370 m avec un dénivelé de 41 m. Les différents couloirs de la grotte d'Ovito sont structurés de la manière suivante :
L'accès vous amène dans un tunnel de 270 m de long et 15 à 20 m de haut. Quelques branches mènent à des salles de stalactites et de stalagmites, puis la galerie principale se rétrécit en une sorte de canyon. Après un dénivelé de 8 m un lac occupe une salle de 70 × 30 m, puis continue pour accéder à tous les autres environnements mentionnés ci-dessus : Portale a due archi, Vecchio ramo fossile, Sala dei tre archi, Gomito del contatto, Lago Stige, Caverna dei giganti, Ramo dei laghi, Galleria dei Marsi, Il bivio, Ramo delle eccentriche, Galleria con vaschette, Salone concrezionato, Rami aquilani.
En 2015, les soi-disant Rami aquilani ont été découvertes grâce aux travaux de recherche et d'exploration réalisés par le groupe Grottes et Forres Francesco De Marchi du CAI de L'Aquila, impliqué dans le projet zoologique des Sciences de l'Environnement. section de l'Université de L'Aquila, qui a permis de détecter pour la première fois 200 m de profondeur supplémentaire de la grotte. On y accède depuis la ville de Pietrasecca, en empruntant une route parallèle à l'autoroute A24.

### Grotta del Cervo
Également appelée Grotta Grande del Cervo, elle est située à 858 m d'altitude et a une longueur totale de 2 500 m avec un dénivelé de 70 m. Ses couloirs sont structurés comme suit  : Sala degli antenati, Ramo delle meraviglie, Sala delle vaschette, Ramo della medusa, Fiume di fango, Sala del By pass, Fiume del silenzio.
Ce tunnel a été redécouvert en 1984. Des ossements de quatre espèces de mammifères du Pléistocène moyen-supérieur y ont été retrouvés, dont : un ours, un lynx, un lion des cavernes eurasiatique, un Cerf élaphe, ainsi que 18 pièces de monnaie en bronze de l'époque romaine datant des IVe et Ve siècles, une datant plutôt du XVe siècle, déposée dans de petits bassins calcaires naturels.
L'entrée est située parmi les décombres causés par un ancien glissement de terrain. L'accès à la grotte n'est pas sans difficultés. La concrétion (processus de formation de stalactites et de stalagmites) dans cette grotte commence il y a 850 000 ans. Certains effondrements survenus il y a 100 000 et 35 000 ans et un tremblement de terre survenu en 1456 ont bloqué le processus, mais à chaque fois il a repris lentement.
La Grotta del Cervo est également accessible depuis la ville de Pietrasecca, en passant par un chemin pavé qui descend vers la grotte, en traversant une forêt de chênes verts inclus dans la réserve protégée.

## Flore

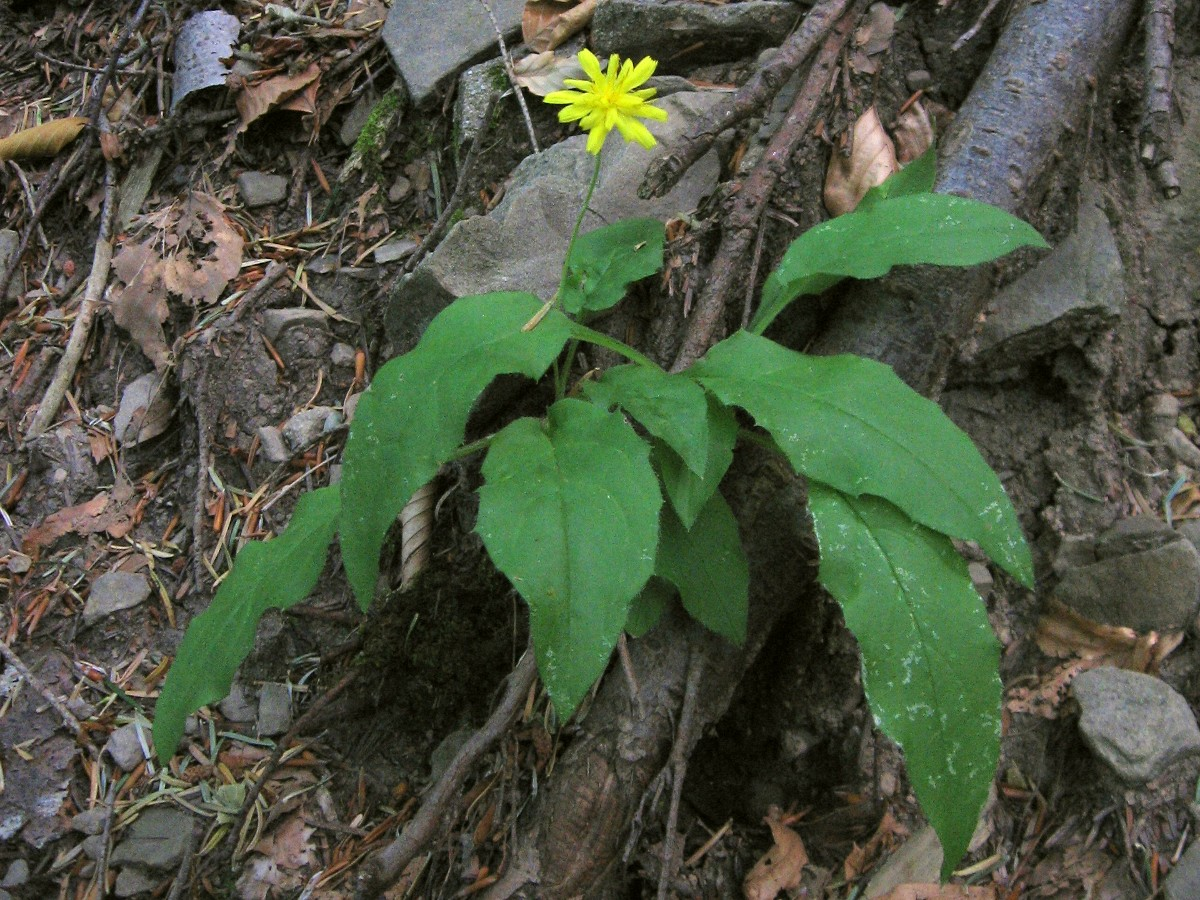
Hieracium.

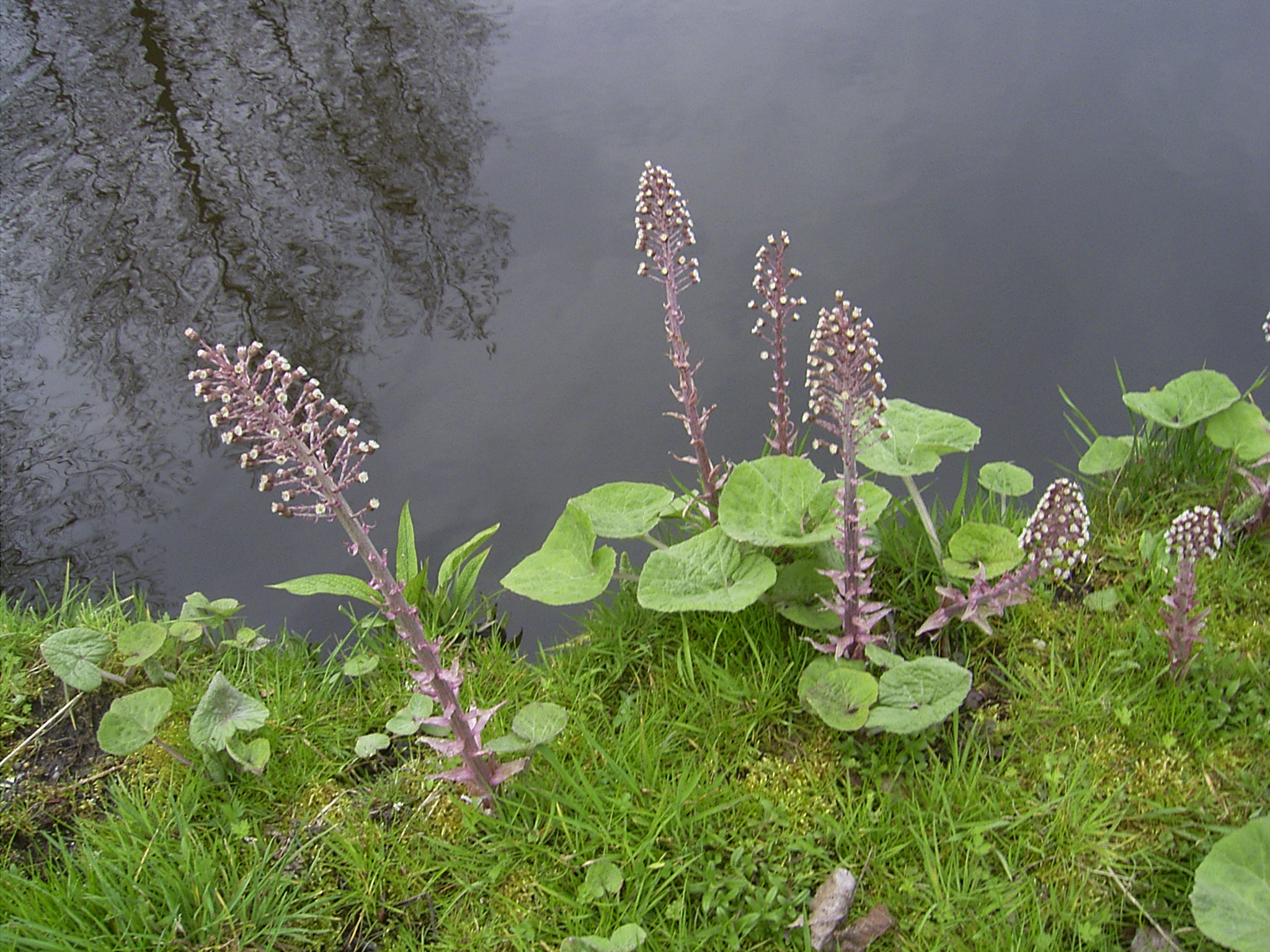
Grand pétasite.

Les espèces suivantes se retrouvent sur le territoire de la réserve : 
- Cystopteris fragilis
- Hieracium virgaurea [5]
- Campanule gantelée
- Salix alba
- Salix purpurea
- Peuplier noir
- Tremble
- Cerfeuil penché
- Prêle des champs
- Charme commun
- Corylus avellana
- Renoncule laineuse
- Véronique mouron-d'eau
- Véronique des ruisseaux
- Cresson de fontaine
- Glycérie flottante
- Grand pétasite

Dans la réserve, on trouve aussi : le charme-houblon, le chêne cerris, le hêtre, le frêne et diverses espèces de fleurs et de plantes buissonnantes dont l'anémone des Apennins.

## Faune
La faune de la grotta dell'Ovito : 
- Dolichopoda geniculata
- Rhinolophus hipposideros
- Ischyropsalis adamii
- Androniscus dentiger
- Meta menardi
- Kryptonesticus eremita

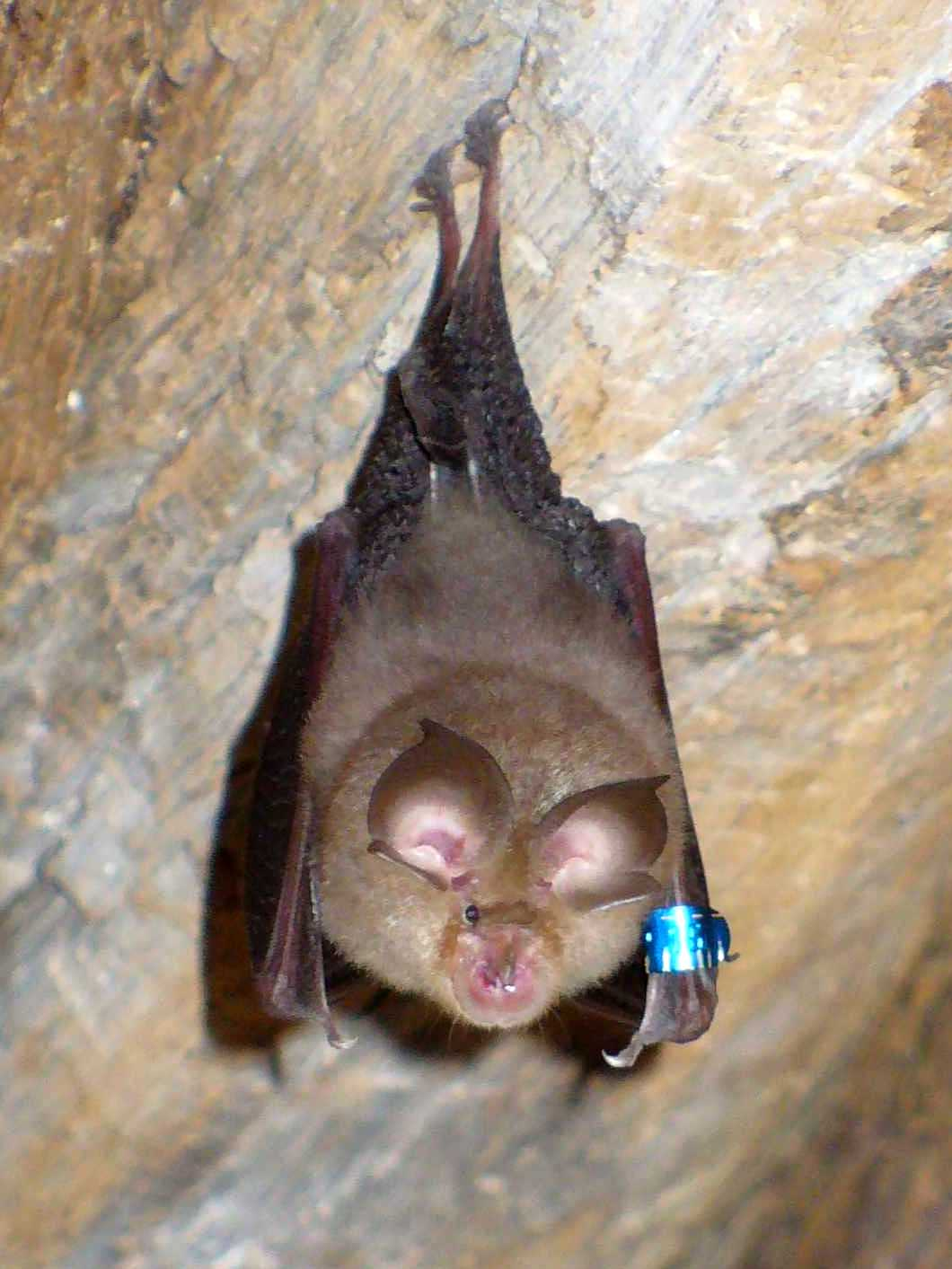
Rhinolophus hipposideros.

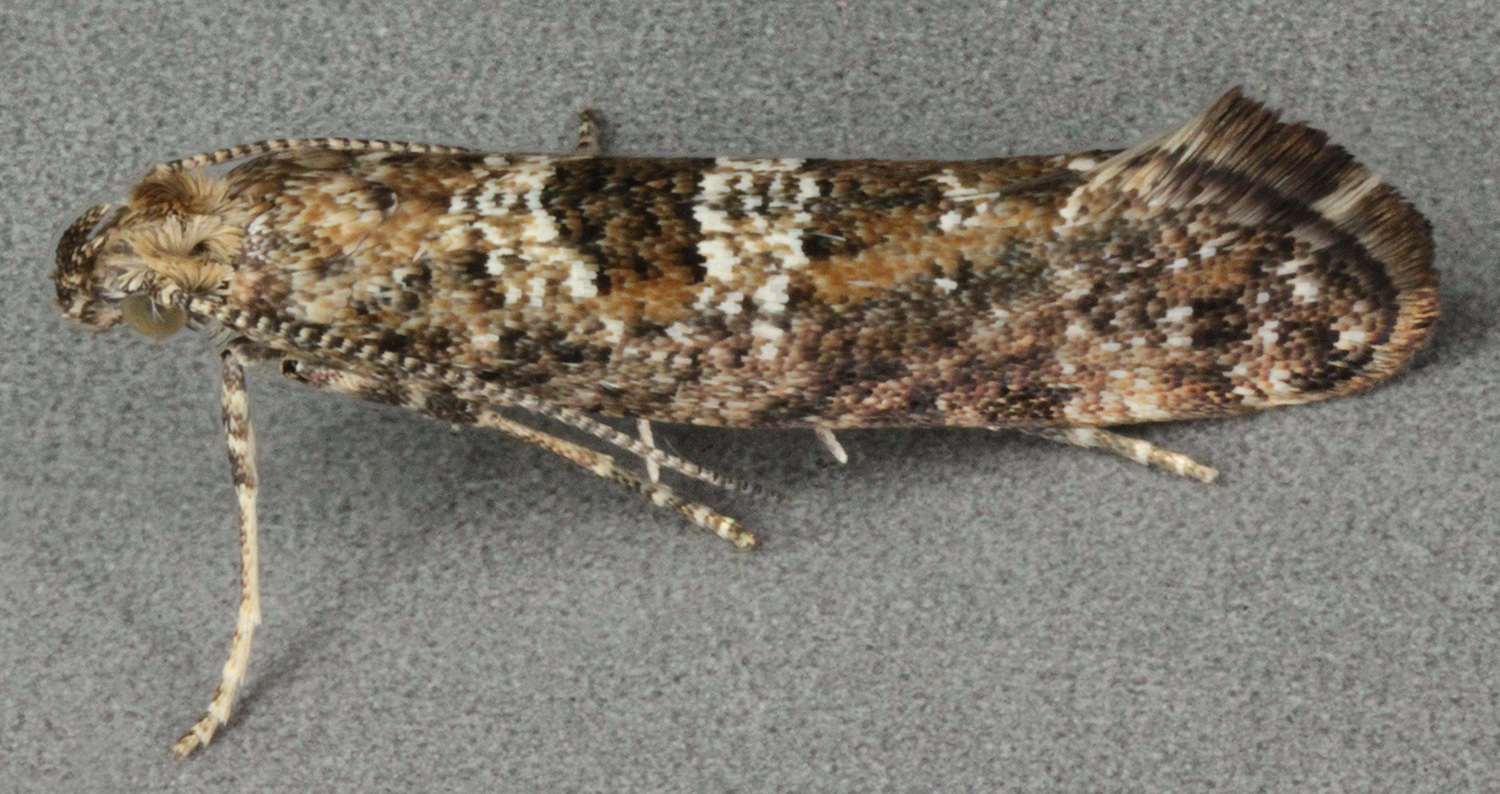
Digitivalva pulicariae.

- Porrhomma convexum (espèce Stiphidiidae)

La faune de la grotta del Cervo : 
- Dolichopoda geniculata
- Gryllomorpha dalmatina (grillon des Bastides)
- Digitivalva pulicariae (en) (espèce acrolepiinae)
- Laemostenus (en)
- Rhinolophus hipposideros (petit rhinolophe)